# Vrnjci
Vrnjci (en serbe cyrillique : Врњци) est une localité de Serbie située dans la municipalité de Vrnjačka Banja, district de Raška. Au recensement de 2011, elle comptait 2 268 habitants.
Vrnjci, officiellement classé parmi les villages de Serbie, est situé sur les bords de la Zapadna Morava. La localité est une station thermale.

## Démographie

### Évolution historique de la population
| 1948  | 1953  | 1961  | 1971  | 1981  | 1991  | 2002  | 2011  |
| ----- | ----- | ----- | ----- | ----- | ----- | ----- | ----- |
| 1 577 | 1 734 | 1 332 | 2 729 | 1 569 | 1 846 | 2 025 | 2 268 |

|  |